# Columbus (Georgia)

Położenie w stanie Georgia

Columbus – miasto w Stanach Zjednoczonych, w stanie Georgia, tworzące hrabstwo Muscogee. Położone nad rzeką Chattahoochee, naprzeciwko miasta Phenix City, w stanie Alabama, z 206,9 tys. mieszkańców, jest to drugie co do wielkości miasto stanu Georgia, a jego obszar metropolitalny (CSA) obejmuje 483,1 tys. mieszkańców.
W mieście rozwinął się przemysł włókienniczy, meblarski, chemiczny oraz spożywczy.
Według spisu w 2020 roku, prawie połowa mieszkańców to osoby czarnoskóre lub Afroamerykanie.

## Miasta partnerskie
- Zugdidi, Gruzja
- Kiryu, Japonia
- Bystrzyca, Rumunia
- Taizhong, Republika Chińska